# Louis Philogène Brûlart de Sillery
Louis Philogène Brûlart de Sillery (ur. 12 maja 1702 w Paryżu, zm. 1770), markiz de Puisieulx. Polityk francuski z XVIII wieku. Od 27 stycznia 1747 do 9 września 1751 był sekretarzem spraw zagranicznych. Wcześniej pełnił m.in. funkcję brygadiera w armii i ambasadora Francji w Neapolu.